# Volby do zastupitelstva města Vlašimi 1919
Volby do zastupitelstva města Vlašimi 1919 proběhly 15. června a šlo o vůbec první místní volby po vzniku Československé republiky. 
Kandidátky odevzdaly čtyři strany. Volby proběhly ve školní budově a odevzdáno bylo celkem 1669 platných hlasů. 

## Výsledky hlasování
| Strana                                               | Počet hlasů (abs.) | Zastupitelé |
| ---------------------------------------------------- | ------------------ | ----------- |
| Československá sociálně demokratická strana dělnická | 649                | 12          |
| Československá strana socialistická                  | 456                | 8           |
| Československá národní demokracie                    | 376                | 7           |
| Československá strana lidová                         | 188                | 3           |
| Celkem                                               | 1669               | 30          |

Česká strana sociálně demokratická
- Václav Daněk, obuvník
- Otto Krása, obuvník
- Josef Kittler, obchodník
- Jan Bechyně, hostinský
- František Kamarýt, obuvník
- Václav Povolný, obuvník
- Jan Zvára, zahradník
- František Selingr, domkář
- Jan Novák, kožišník
- Václav Havránek, šafář
- Emanuel Kulíček, rolník
- František Novák, železníční zřízenec v. v.

Československá strana socialistická
- Ladislav Bureš, učitel
- Rudolf Javůrek, stavitel
- František Chramosta,obchodník
- Čeňka Lejčková, krejčová
- Hynek Nerad, sluha okresního výboru
- Otto Nosek, notář
- Jan Průcha, rolník
- Odon Špelda, holič

Československá národní demokracie
- Dr. Milán Procházka, okresní soudce
- Ladislav Theissig, materialista
- Václav Kopecký, obuvník
- Karel Balík, soukromník
- Marie Houdková, manželka strojníka
- Dr. Karel Jelínek, obvodní lékař
- Karel Mourek, sedlář

Československá strana lidová
- Josef Suchý, děkan
- Josef Šandsa, krejčí
- Marie Novotná, manželka obucníka

## Volba starosty a městské rady
Volba proběhla 25. června a starostou města byl zvolen obuvník Václav Daněk. Prvním náměstkem byl zvolen Ladislav Bureš a druhým Dr. Milán Procházka. Dále byla zvolena sedmičlenná městská rada.
- Jan Bechyně
- Jan Zvára
- František Kamarýt
- Rudolf Jelínek
- Otto Nosek
- Karel Balík
- Josef Šanda